# Coma mixedematoso
Se llama coma mixedematoso a una complicación grave del hipotiroidismo, está provocado por deficiencia de la hormona tiroidea que da como resultado una encefalopatía, es decir afectación del cerebro, lo que provoca que el enfermo entre en estado de coma.
Es una situación muy poco frecuente en la actualidad, de difícil diagnóstico y alta mortalidad. Es vital el tratamiento agresivo precoz para mejorar la supervivencia.

## Causas
Se presenta en pacientes con hipotiroidismo mal controlado durante años, normalmente en pacientes sin diagnóstico clínico.
Es muy frecuente que este tipo de coma esté desencadenado por situaciones de estrés, como un proceso infeccioso, traumatismo, fármacos, etc.

## Factores de riesgo
Generalmente se presenta en personas ancianas, de sexo femenino y con más probabilidad en los meses de invierno.

## Sintomatología
Aparece toda la sintomatología asociada al hipotiroidismo descompensado, con alteraciones en la regulación de la temperatura (hipotermia), hidroelectrolíticas (hiponatremia), ventilatorias (hipoventilación con hipoxia) y cardiacas (bradicardia). La encefalopatía desencadena una alteración del estado mental que progresa desde alteración de la conciencia a desorientación y finalmente el coma, que puede acompañarse de convulsiones.

## Diagnóstico
Se pueden considerar como signos de alta sospecha: hipotermia, alteración del estado de conciencia, antecedente de hipotiroidismo y aumento de los niveles sanguíneos de CPK (creatinfosfocinasa).

### Tratamiento
Se debe realizar un abordaje médico general que consistirá en calentamiento gradual del paciente (preferentemente con mantas en lugar de fuentes de calor), corrección de las alteraciones hidroelectrolíticas y de la glucemia y control de la función respiratoria con soporte ventilatorio si precisara.
Se buscaran los factores desencadenantes y se tratará la causa específica.
Por último el manejo del hipotiroidismo se realizará mediante la reposición de hormona tiroidea vía oral o intravenosa.